# Mariano Jiménez
Mariano Jiménez född 18 augusti 1781 i San Luis Potosí och avrättad i Chihuahua 26 juni 1811, var en mexikansk general som deltog i mexikanska frihetskriget.

## Avrättningen
Mariano Jiménez avrättades genom arkebusering tillsammans med Juan Aldama och Ignacio Allende 26 juli 1811 i Chihuahua och deras huvuden fick tillsammans med Miguel Hidalgos hänga i var sitt väderstreck på Alhóndiga de Granaditas i Guanajuato fram till 1824 varefter deras kvarlevor flyttades till katedralen i Mexico City. Sedan 1925 ligger han begravd i El Ángel de la Independencia.